# Cecili de Granada
Cecili és venerat com a sant patró de l'arxidiòcesi de Granada (Andalusia). La tradició el fa primer bisbe de la ciutat. D'existència incerta, al voltant seu hi ha diverses llegendes i tradicions.

## Vida
No sabem res sobre la vida d'aquest bisbe. En algunes fonts antigues, com les Glosses Emilianenses, es troba una llista de bisbes antics de Granada en la qual el primer nom és el de Cecili, sense cap altra dada. La datació més realista d'aquesta llista situaria Cecili cap al segle iii, data que, d'altra banda, podria correspondre a la realitat, ja que cap al 300-303 tingué lloc a Illiberis un dels primers concilis hispànics.

## Llegenda
La llegenda posterior, desenvolupada durant l'Edat mitjana i principalment al segle xvi, es va manifestar en falses cròniques i en la falsificació dels Llibres de plom del Sacromonte, amb la troballa de les suposades relíquies del sant al Sacromonte, on es va aixecar l'actual abadia. La llegenda, totalment falsa i sense fonament històric, vinculant Cecili i la diòcesi de Granada als primers temps del cristianisme, no tenia més objecte que avançar la data d'introducció del cristianisme a Granada.
Segons aquesta tradició, Cecili hauria estat un dels Set barons apostòlics, missioners que havien estat ordenats a Roma i enviats pels sants Pere apòstol i Pau de Tars a evangelitzar la Bètica al segle i, repartint-se en diferents ciutats i essent martiritzats tots ells. Cecili va anar a Granada, llavors Iliberis o Elvira, l'evangelitzà i hi fundà la diòcesi, essent-ne el primer bisbe cap a l'any 64. Escrigué obres teològiques i fou mort pels romans durant la persecució de Neró, essent cremat en un forn.
La dominació musulmana hauria eliminat les restes i testimonis documentals d'aquest fet.